# Велика награда Европе 1994.
Велика награда Европе 1994. године је била трка у светском шампионату Формуле 1 1994. године која се одржала на аутомобилској стази „Херез“ у шпанском месту Херез, 16. октобра 1994. године.
Победник је био Михаел Шумахер, другопласирани Дејмон Хил, док је трку као трећепласирани завршио Мика Хакинен.